# Anna di Sassonia (1437-1512)
Anna di Sassonia (Meißen, 7 marzo 1437 – Neustadt an der Aisch, 31 ottobre 1512) è stata una principessa di Sassonia ed elettrice di Brandeburgo.

## Biografia
Era una figlia del principe elettore Federico II di Sassonia, e di sua moglie, Margherita d'Austria, figlia di Ernesto I d'Asburgo.

## Matrimonio
Sposò, il 12 novembre 1458 a Ansbach, Alberto Achille di Brandeburgo, dopo Alberto III di Brandeburgo. Per cementare ulteriormente il legame tra la Casa di Wettin e la Casa di Hohenzollern, era previsto anche un contratto di matrimonio tra il fratello di Anna, Alberto, e la figlia del primo matrimonio di Alberto Achille, Ursula.
Ebbero tredici figli:
- Federico I (1460-1536);
- Amalia (1º ottobre 1461–3 settembre 1481), sposò Gaspare di Zweibrücken, non ebbero figli;
- Anna (nata e morta nel 1462);
- Barbara (30 maggio 1464–4 settembre 1515), sposò in prime nozze Enrico XI di Glogau, sposò in seconde nozze Ladislao II di Boemia;
- Alberto (nato e morto nel 1466);
- Sibilla (31 maggio 1467–9 luglio 1524), sposò Guglielmo IV di Jülich e Berg;
- Sigismondo (27 settembre 1468–26 febbraio 1495);
- Alberto (nato e morto nel 1470);
- Giorgio (30 dicembre 1472-5 dicembre 1476);
- Dorotea (12 dicembre 1471–13 febbraio 1520), badessa a Bamberga;
- Elisabetta (8 aprile 1474–25 aprile 1507), sposò Ermanno VIII di Henneberg-Aschach, ebbero nove figli;
- Maddalena (29 luglio 1476-4 febbraio 1480);
- Anastasia (14 marzo 1478–4 luglio 1534), sposò Guglielmo VII di Henneberg-Schleusingen, ebbero dodici figli.

## Morte
Morì il 31 ottobre 1512, a 76 anni, a Neustadt an der Aisch.

## Ascendenza
|                                |                        |                              | Genitori                              |  |  | Nonni |  |  | Bisnonni               |  |  | Trisnonni             |  |
|                                |                        |                              |                                       |  |  |       |  |  | Federico III di Meißen |  |  | Federico II di Meißen |  |
|                                |                        |                              |                                       |  |  |       |  |  | Federico III di Meißen |  |  | Federico II di Meißen |  |
|                                |                        | Matilde di Baviera           |                                       |  |  |       |  |  | Federico III di Meißen |  |  |                       |  |
| Federico I di Sassonia         |                        |                              |                                       |  |  |       |  |  | Federico III di Meißen |  |  |                       |  |
|                                |                        | Caterina di Henneberg        | Enrico VIII di Henneberg-Schleusingen |  |  |       |  |  |                        |  |  |                       |  |
|                                |                        | Caterina di Henneberg        | Enrico VIII di Henneberg-Schleusingen |  |  |       |  |  |                        |  |  |                       |  |
|                                |                        | Caterina di Henneberg        | Jutta di Brandeburgo                  |  |  |       |  |  |                        |  |  |                       |  |
| Federico II di Sassonia        |                        | Caterina di Henneberg        |                                       |  |  |       |  |  |                        |  |  |                       |  |
|                                |                        | Enrico di Brunswick-Lüneburg | Magnus II di Brunswick-Wolfenbüttel   |  |  |       |  |  |                        |  |  |                       |  |
|                                |                        | Enrico di Brunswick-Lüneburg | Magnus II di Brunswick-Wolfenbüttel   |  |  |       |  |  |                        |  |  |                       |  |
|                                |                        | Enrico di Brunswick-Lüneburg | Caterina di Anhalt-Bernburg           |  |  |       |  |  |                        |  |  |                       |  |
| Caterina di Brunswick-Lüneburg |                        | Enrico di Brunswick-Lüneburg |                                       |  |  |       |  |  |                        |  |  |                       |  |
|                                |                        | Sofia di Pomerania           | Vratislavo VI di Pomerania            |  |  |       |  |  |                        |  |  |                       |  |
|                                |                        | Sofia di Pomerania           | Vratislavo VI di Pomerania            |  |  |       |  |  |                        |  |  |                       |  |
|                                |                        | Sofia di Pomerania           | Anna di Meclemburgo-Stargard          |  |  |       |  |  |                        |  |  |                       |  |
| Amalia di Sassonia             |                        | Sofia di Pomerania           |                                       |  |  |       |  |  |                        |  |  |                       |  |
|                                | Leopoldo III d'Asburgo | Alberto II d'Asburgo         |                                       |  |  |       |  |  |                        |  |  |                       |  |
|                                | Leopoldo III d'Asburgo | Alberto II d'Asburgo         |                                       |  |  |       |  |  |                        |  |  |                       |  |
|                                | Leopoldo III d'Asburgo | Giovanna di Pfirt            |                                       |  |  |       |  |  |                        |  |  |                       |  |
| Ernesto I d'Asburgo            | Leopoldo III d'Asburgo |                              |                                       |  |  |       |  |  |                        |  |  |                       |  |
|                                |                        | Verde Visconti               | Bernabò Visconti                      |  |  |       |  |  |                        |  |  |                       |  |
|                                |                        | Verde Visconti               | Bernabò Visconti                      |  |  |       |  |  |                        |  |  |                       |  |
|                                |                        | Verde Visconti               | Regina della Scala                    |  |  |       |  |  |                        |  |  |                       |  |
| Margherita d'Austria           |                        | Verde Visconti               |                                       |  |  |       |  |  |                        |  |  |                       |  |
|                                |                        | Siemowit IV di Masovia       | Siemowit III di Masovia               |  |  |       |  |  |                        |  |  |                       |  |
|                                |                        | Siemowit IV di Masovia       | Siemowit III di Masovia               |  |  |       |  |  |                        |  |  |                       |  |
|                                |                        | Siemowit IV di Masovia       | Eufemia di Opava                      |  |  |       |  |  |                        |  |  |                       |  |
| Cimburga di Masovia            |                        | Siemowit IV di Masovia       |                                       |  |  |       |  |  |                        |  |  |                       |  |
|                                |                        | Alessandra di Lituania       | Algirdas di Lituania                  |  |  |       |  |  |                        |  |  |                       |  |
|                                |                        | Alessandra di Lituania       | Algirdas di Lituania                  |  |  |       |  |  |                        |  |  |                       |  |
|                                |                        | Alessandra di Lituania       | Uliana di Tver'                       |  |  |       |  |  |                        |  |  |                       |  |
|                                |                        | Alessandra di Lituania       |                                       |  |  |       |  |  |                        |  |  |                       |  |